# Langafell
Langafell är en kulle i republiken Island. Den ligger i regionen Austurland, 300 km nordost om huvudstaden Reykjavík. Toppen på Langafell är 631 meter över havet, eller 93 meter över den omgivande terrängen. Bredden vid basen är 1,9 km. Langafell ligger vid sjön Leirvatn.
Trakten runt Langafell är nära nog obefolkad, med mindre än två invånare per kvadratkilometer. Det finns inga samhällen i närheten. Trakten runt Langafell består i huvudsak av gräsmarker.